# Échalas
Échalas är en kommun i departementet Rhône i regionen Auvergne-Rhône-Alpes i östra Frankrike. Kommunen ligger i kantonen Givors som tillhör arrondissementet Lyon. År 2022 hade Échalas 1 940 invånare.

## Befolkningsutveckling
Antalet invånare i kommunen Échalas
| Referens: INSEE |